# تشارلز ووكر (كاهن)
تشارلز ووكر (بالإنجليزية: Charles Walker)‏ هو كاهن أمريكي، ولد في 1934.